# Врховни суд Републике Бјелорусије
Врховни суд Републике Бјелорусије је највиши апелациони суд у Бјелорусији.
Врховни суд надгледа рад нижих судова и потврђује или поништава њихове пресуде. Он може такође донијети другачију пресуду од коју су изрекли нижи судови. Разматра грађанске и кривичне предмете. Уставни предмети и тужбе се шаљу на разматрање нарочитом Уставном суду Републике Бјелорусије.
Судије Врховног суда именује предсједник Републике са одобрењем Савјета Републике.